# M-30

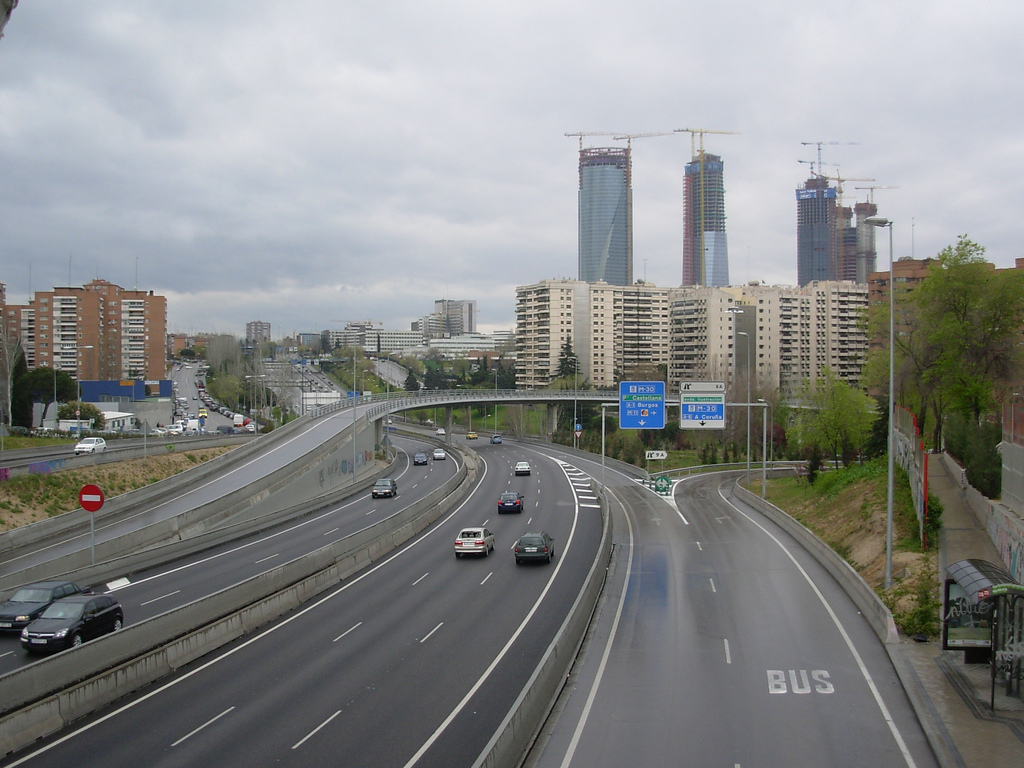
M-30.

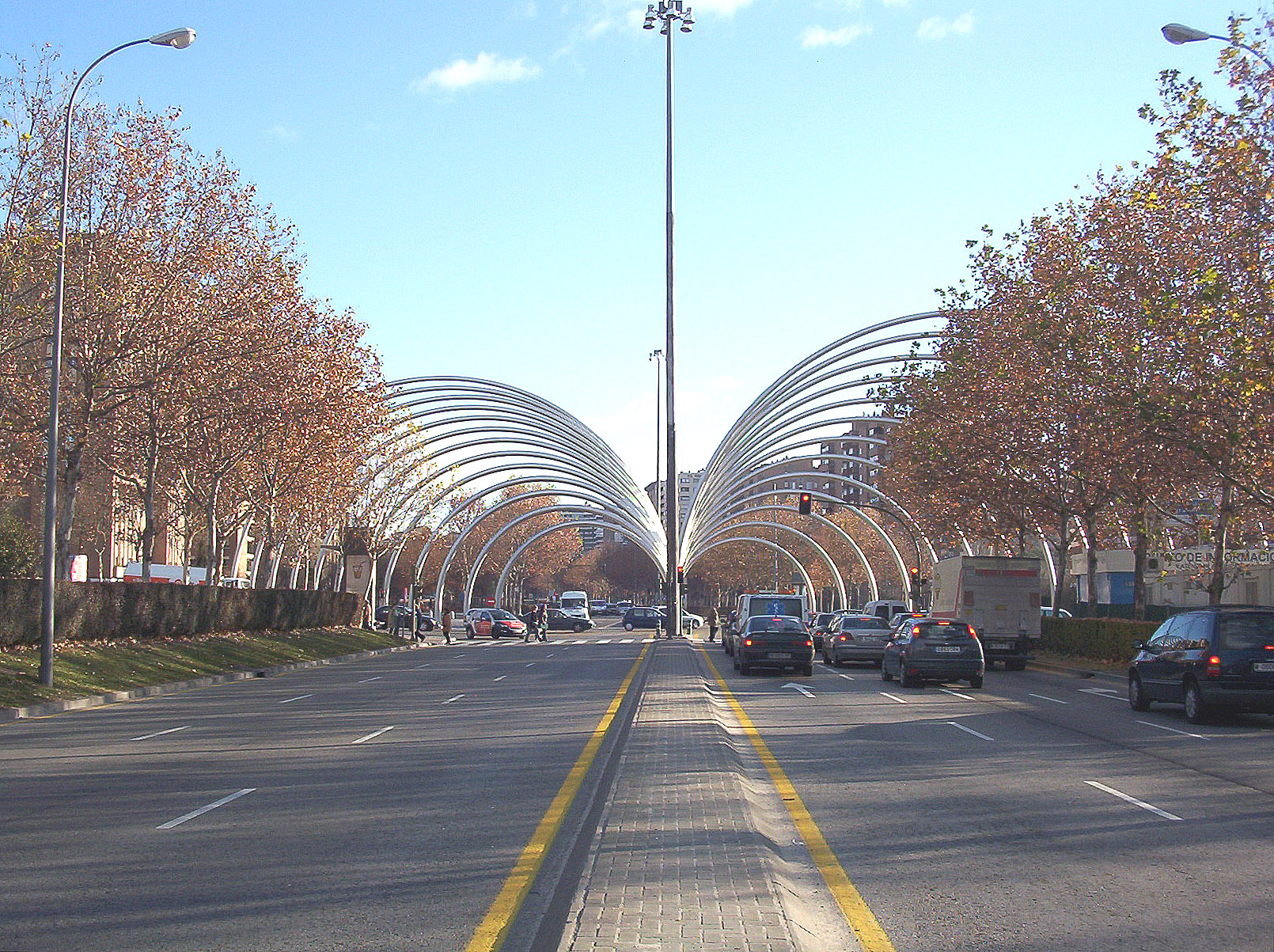
Puerta de la Illustración

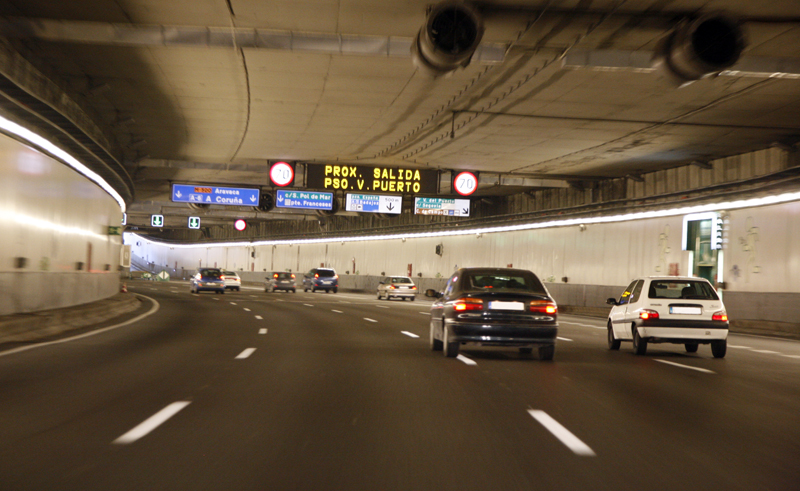
M-30 i tunnel i höjd med Paseo de la Virgen del Puerto

M-30 är en stadsmotorväg som går i cirkel runt de centrala delarna av Madrid i Spanien. Den har en längd av 32,5 km och har en genomsnittlig radie till Puerta del Sol på 5,17 km. Trafikintensiteten är i genomsnitt fler än 200.000 fordon per dygn. På några platser, som i korsningen med Calle de Alcalá (Puente de Ventas), kan trafikintensiteten nå upp till 300.000 fordon per dygn, vilket gör trafikleden till den mest trafikerade i Spanien.
M-30 är den enda stadsmotorvägen i Spanien som drivs av en kommun (Ayuntamiento de Madrid), alla andra drivs av spanska staten.

## Hastighetsbegränsning
Trots att det är en väg av typ autopista, så gör vägens trafikintensitet, de många till- och avfarterna till vägen och det faktum att en stor del av sträckningen går i tunnel, att vägen fått en hastighetsbegränsning som är mycket lägre än den som normalt gäller för denna typ av väg, med en allmän hastighetsbegränsning på 90 kilometer per timme på vägarna ovan jord och 70 kilometer per timme i sträckningarna som går i tunnel.

## Nomenklatur
Beteckningen på vägen är M-30 och kommer av att det är den i teorin tredje ringleden runt Madrid.
Den första ringleden bildas av de vägar som följer den gamla sträckningen av Filip IV:s väg som i äldre tider gick runt staden: nedre delen av Cuesta de la Vega, Ronda de Segovia, Puerta de Toledo, Ronda de Toledo, Glorieta de Embajadores, Ronda de Valencia, Ronda de Atocha, Glorieta de Atocha, yttre muren vid Retiroparken (för närvarande, Calle de Menéndez Pelayo, första delen av Calle de O'Donnell och Calle de Alcalá), Paseo de Recoletos fram till nuvarande Plaza Colón, och det historiska ”Pozas”, Calle de Génova, Calle de Sagasta och Calle de Carranza). Genom byggandet av viadukten, förlängningen av Calle Bailén och korsningen med Gran Vía de San Francisco, samtidigt som de två sistnämnda boulevarderna byggdes (Calle de Alberto Aguilera och Paseo del Marqués de Urquijo), slöts ringleden i väster.
Den andra ringleden bildas av ”las Rondas”: Avenida de la Reina Victoria, calle de Raimundo Fernández Villaverde, calle de Joaquín Costa, calle de Francisco Silvela, calle del Doctor Esquerdo och calle de Pedro Bosch.
Då det är en led med motorvägsstandard, är vägskyltarna för vägen målade med vita bokstäver och siffror på blå botten.

## Historia

### Konstruktion
Redan sedan 1929, med Plan Zuazo-Jansen, som hade presenterats vid den internationella tävlingen för att göra en förstudien av Madrids vägnär och urbanisationen av staden, hade man projekterat en tredje ringled runt staden, även som det inte existerade något officiellt projekt förrän Plan General de Ordenación Urbana de la ciudad (Plan Bigador) 1941, godkänd 1946. Planen Bigador bygger på de tidigare studierna före spanska inbördeskriget och förutsåg konstruktionen av två yttre ringleder, varav den första skull bli M-30. 
Byggandet av M-30 kom emellertid inte igång förrän 1970, i två skilda sträckningar:
- Östra leden, eller Avenida de la Paz, mellan bilvägarna till Irún (A-1) och Cádiz (A-4), som följde vattendraget Abroñigals lopp, vilket fick kanaliseras och förläggas under bilvägen.
- Västra leden, eller Autopista del Manzanares, mellan bron Puente de los Franceses och bilvägen till Cádiz, som till största delen anlades längs floden Manzanares lopp.

Båda vägsträckningarna gick ihop i Nudo Sur ("Södra knuten"), och färdigställdes inte förrän 1974, och när det gällde den västra delen, efter en märkbar opposition mot den nya autopistan, som i många fall gick bara några meter från bostadshusen. Under de första månaderna efter invigningen skedde många tillgrepp av de stängsel som delade och skyddade vägen likaså påkörningar av boende som försökte gå över den nya leden. Fram till att det byggdes gångviadukter för fotgängare över M-30 installerades trafikljus för fotgängarna på denna sträckning.
Norra delen av ringleden byggdes inte ihop förrän på 1990-talet, med en anmärkningsvärd förändring av den ursprungligen tänkta sträckningen (som utgick från Nudo de la Paloma, följde Avenidas de Costa Rica och Alberto Alcocer och korsade Dehesa de la Villa), vilken flyttades norrut, även om en del av sträckningen inte har karaktär av autopista och är en väg med trafikljus (Avenida de la Ilustración).

## Vägsträckning
M-30 har i sin sträckning i väster tre till fyra filer i vardera riktningen, medan det i öster finns en lokalväg (’’vía de servicio’’) som lägger till ytterligare tre körfält i varje riktning, dock i närheten av Puente de Ventas är antalet körfält åtta. Vägen har anslutning till de viktigaste radialvägarna, som utgår från Madrid. 
Vägen går bredvid några landmärken i staden, inklusive kommunikationstornet Torrespaña (känd som el Pirulí (="slickepinnen"), vilket är sätet för RTVE), det bågformade Ruedo de la M-30, populärt kallat "M30-hjulet" som är ett bostadshus, beläget i Moratalaz och ett verk av arkitekten Francisco Javier Saenz de Oiza, huvudkontoret för företaget IBM, känt som "båten", moskén vid M-30, bårhuset vid M-30, och stadion Vicente Calderon, där vägen passerar tätt intill och "trängs" ut emot floden Manzanares. Vid knutpunkten ’’La Paloma’’, vid ”km 3”, står ett skulpturellt verk.

## Tunnlar
Under åren 2004 fram till 2010 byggdes stora delar av M-30 om. Projektet är ännu år 2011 inte slutfört. Bland annat kvarstår "by-pass Norte" som skall under jorden förena den östra sektorn (Avenida de la Paz) med norra sektorn (Avenida de la Illustración), vidare saknas anslutning mellan norra delen av M-30 och A-1, vilket inväntar lösningen av det urbanistiska projektet Operación Chamartín, vilket påverkar de projekterade tunnlarna.

### Tunnlar under floden Manzanares
- Total längd 24 931 meter
- Bredd 3-6 filer i varje riktning

### Södra förbifarten
- Total längd 7 844 meter
- Bredd 3 filer i varje riktning

### Norra förbifarten
planerad, ej byggd 2022
- Total längd 9 004 meter
- Bredd 3 filer i varje riktning

### Tunneln under Avenida de Portugal
- Total längd 1 306 meter
- Bredd 4 filer i varje riktning

Den här artikeln är helt eller delvis baserad på material från spanskspråkiga Wikipedia, M-30, 19 september 2008.